# Landkreis Gießen
Der Landkreis Gießen liegt im mittelhessischen Regierungsbezirk Gießen.  Er trug von seiner Gründung 1832 bis Ende 1938 die Bezeichnung Kreis Gießen.

## Geografie

### Lage
Der Landkreis Gießen erstreckt sich in seinen Hauptorten vom Gießener Becken bis zur nördlichen Wetterau im Süden. Den flächenmäßig größten Anteil nimmt demgegenüber jedoch der Vordere Vogelsberg in der Osthälfte ein, ganz im Osten liegen Teile des Vogelsberges. Nordwestlich des Gießener Beckens reichen überdies Teile des Gladenbacher Berglandes in Form des Krofdorf-Königsberger-Forstes mit dem weithin sichtbaren Dünsberg ins Kreisgebiet. Südwestlich reichen Teile des Landkreises in den östlichen Hintertaunus hinein.
Die Lahn betritt im Norden bei Odenhausen das Kreisgebiet, fließt dann nach Süden durch die Stadt Gießen. Hier wendet sie sich nach Westen, um nur wenige Kilometer westlich den Landkreis wieder zu verlassen.

### Nachbarkreise
Der Landkreis grenzt, im Norden beginnend im Uhrzeigersinn, an die Landkreise Marburg-Biedenkopf, Vogelsbergkreis, Wetteraukreis und Lahn-Dill-Kreis.

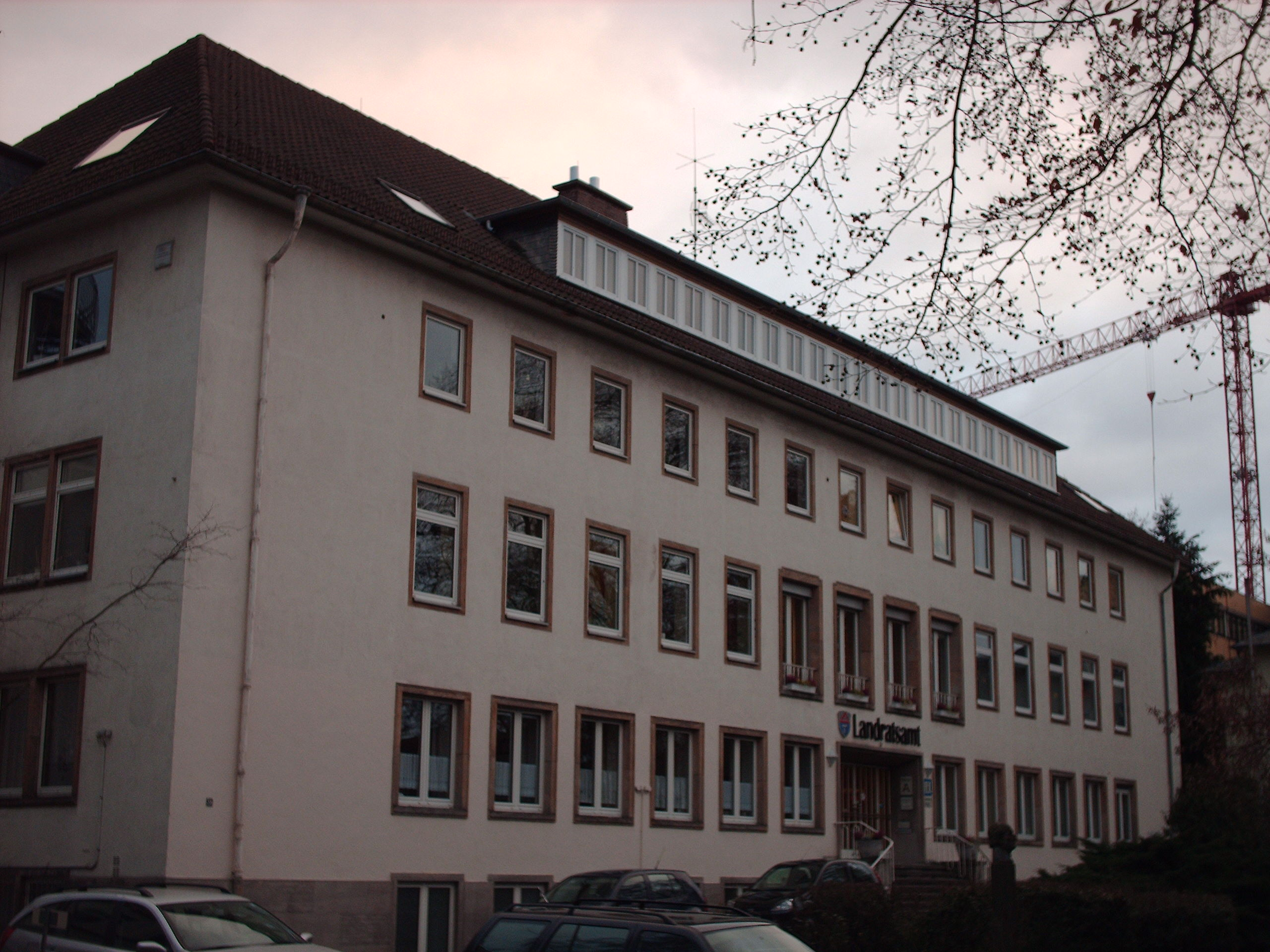
Ehemaliges Landratsamt an der Ostanlage

## Geschichte

### Territorialgeschichte
Das heutige Kreisgebiet war vor 1800 in zahlreiche Herrschaftsgebiete aufgeteilt, wovon die Landgrafschaft Hessen-Darmstadt und verschiedene Solmsische Grafschaften den größten Anteil hatten. Kleinere Teile gehörten zum Herzogtum Nassau. Mit der Mediatisierung 1806 kamen die solmsischen Gebiete an das neu gegründete Großherzogtum Hessen, die nassauischen Gebiete 1815 durch den Wiener Kongress an den preußischen Kreis Wetzlar. 1821 entstand der Landratsbezirk Gießen innerhalb der Provinz Oberhessen.
Durch Verordnung vom 20. August 1832 wurde aus einem Teil des Landratsbezirks der Kreis Gießen gebildet, der anfänglich aus der Stadt Gießen sowie den Orten Allendorf an der Lahn, Bieber, Fellingshausen, Frankenbach, Großen-Linden, Hermannstein, Heuchelheim, Kleinlinden, Königsberg, Krumbach, Naunheim, Rodheim an der Bieber, Waldgirmes und Wieseck bestand. Am 1. Juli 1837 wechselten 25 Gemeinden aus dem Kreis Grünberg in den Kreis Gießen.
Mit dem Gesetz zur Neuorganisation der Verwaltung vom 31. Juli 1848 wurden alle Kreise und Landratsbezirke im Großherzogtum Hessen abgeschafft und durch insgesamt zehn (ab 1850 elf) Regierungsbezirke ersetzt. Die Regierungsbezirke wurden 1852 wieder aufgehoben; gleichzeitig wurde wieder ein Kreis Gießen gebildet, nunmehr bestehend aus der Stadt Gießen, den Landgerichtsbezirken Gießen und Lich sowie den Orten Grüningen, Dorf-Güll und Holzheim aus dem Landgerichtsbezirk Hungen.
Nach dem Deutschen Krieg wurde im Friedensvertrag vom 3. September 1866 zwischen Preußen und dem Großherzogtum Hessen vereinbart, dass die Gemeinden Bieber, Fellingshausen, Frankenbach, Hermannstein, Königsberg, Krumbach, Naunheim, Rodheim an der Bieber und Waldgirmes des Kreises Gießen an Preußen fielen. Im Gegenzug wechselte die Gemeinde Treis an der Lumda aus dem ehemals kurhessischen und nunmehr preußischen Kreis Marburg in den Kreis Gießen.
Am 1. Juli 1874 wurde der Kreis Gießen um große Teile der beiden aufgelösten Kreise Grünberg und Nidda vergrößert.
Bei der Auflösung des Kreises Schotten am 1. November 1938 kamen die Gemeinden Freienseen, Gonterskirchen, Klein-Eichen, Lardenbach, Laubach, Ruppertsburg und Wetterfeld zum Kreis Gießen hinzu. Gleichzeitig schied die Stadt Gießen aus dem Kreis aus und wurde kreisfrei. Am 1. April 1939 schieden auch die Gemeinden Kleinlinden und Wieseck aus dem Landkreis Gießen aus und wurden in die Stadt Gießen eingegliedert.
Im Rahmen der hessischen Gebietsreform wurden im Landkreis Gießen ab 1970 zahlreiche Gemeinden fusioniert. Außerdem wurden auch die Außengrenzen des Landkreises mehrfach geändert:
- Am 1. April 1967 wurde die Gemeinde Kinzenbach aus dem damaligen Landkreis Wetzlar nach Heuchelheim eingemeindet.
- Am 1. Oktober 1971 wurden die Gemeinden Allendorf an der Lahn und Rödgen in die kreisfreie Stadt Gießen eingemeindet.
- Am 31. Dezember 1971 wurde die Gemeinde Ober-Hörgern nach Münzenberg im damaligen Landkreis Friedberg eingemeindet. Am gleichen Tag wurden die Gemeinden Altenhain und Lehnheim aus dem damaligen Landkreis Alsfeld nach Laubach bzw. Grünberg im Landkreis Gießen eingemeindet. Außerdem wurden Odenhausen und Salzböden aus dem damaligen Landkreis Wetzlar nach Lollar im Landkreis Gießen eingemeindet.
- Am 1. Juli 1974 wechselte die Gemeinde Braunstein aus dem aufgelösten Landkreis Marburg in den Landkreis Gießen.

Mit Wirkung zum 1. Januar 1977 wurde der Landkreis Gießen aufgelöst::381
- Der größte Teils des Landkreises wurde mit dem Dillkreis (Sitz in Dillenburg) und einem großen Teil des Landkreises Wetzlar zum neuen Lahn-Dill-Kreis mit Sitz in der kreisfreien Stadt Lahn vereinigt.[8]:383 u. 387
- Die Gemeinde Heuchelheim wurde zusammen mit der kreisfreien Stadt Gießen, der Stadt Wetzlar und weiteren Gemeinden des aufgelösten Landkreises Wetzlar Teil der neuen Stadt Lahn.

Wegen heftiger Proteste seitens der Bevölkerung wurde die Gebietsreform 1979 teilweise wieder rückgängig gemacht. Mit Wirkung vom 1. August 1979 wurde die Stadt Lahn wieder aufgelöst, und das Lahn-Dill-Gebiet wurde neu geordnet.:381 Dabei wurde ein neuer, größerer Landkreis Gießen gebildet, bestehend aus dem gesamten alten Landkreis Gießen, der Stadt Gießen sowie einer Reihe von Orten, die bis 1977 zum Landkreis Wetzlar gehört hatten. Dies waren
- Lützellinden, seit 1977 Teil der Stadt Lahn, nun Teil der Stadt Gießen
- die Gemeinde Biebertal, die 1970 im Landkreis Wetzlar neugebildet worden war und seit 1977 zum Lahn-Dill-Kreis gehörte
- die aus Teilen der Stadt Lahn (Krofdorf-Gleiberg, Wißmar und Launsbach) gebildete neue Gemeinde Wettenberg
- die Gemeinden Cleeberg, Dornholzhausen, Espa und Kleenheim, die 1977 nach Langgöns eingemeindet worden waren.

Der Lahn-Dill-Kreis wurde verkleinert weitergeführt und die ebenfalls wieder gebildete Stadt Wetzlar dessen Kreisstadt. Seither umfasst der Landkreis Gießen insgesamt 18 Städte und Gemeinden. Die nunmehr kreisangehörige Stadt Gießen erhielt den Rang einer Sonderstatusstadt.
2009 zog das Landratsamt von der Gießener Innenstadt (Ostanlage 33–45) an den Stadtrand. Dafür wurden Gebäude der ehemaligen Waldkaserne und späteren Rivers Barracks der US Army in der sogenannten Automeile an der Licher Straße angemietet, in denen nun ein Großteil der Kreisverwaltung arbeitet.

### Einwohnerstatistik

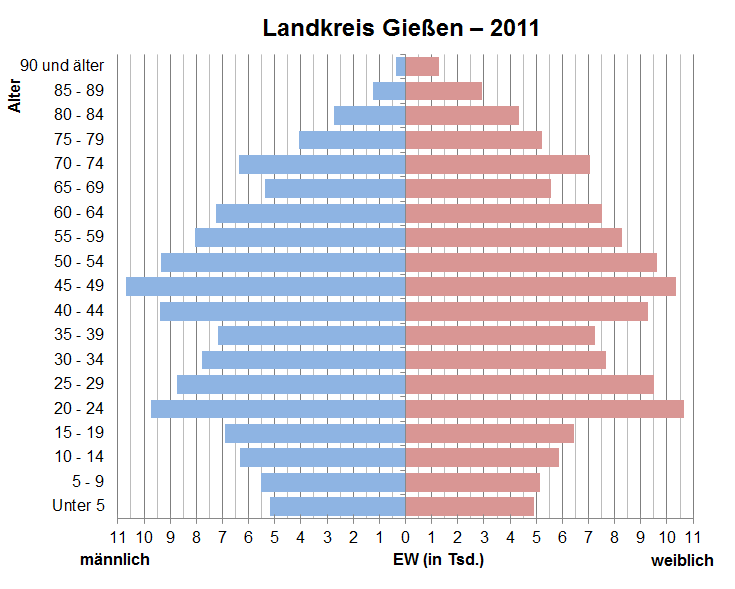
Bevölkerungspyramide für den Landkreis Gießen (Datenquelle: Zensus 2011)

| Jahr | Einwohner | Quelle |
| ---- | --------- | ------ |
| 1852 | 045.369   | [ 11 ] |
| 1900 | 081.916   | [ 6 ]  |
| 1910 | 094.026   | [ 6 ]  |
| 1925 | 099.408   | [ 6 ]  |
| 1933 | 069.708   | [ 6 ]  |
| 1939 | 069.114   | [ 6 ]  |
| 1950 | 104.832   | [ 6 ]  |
| 1960 | 101.200   | [ 6 ]  |
| 1969 | 116.000   | [ 6 ]  |
| 1980 | 231.511   | [ 6 ]  |
| 1990 | 240.136   | [ 6 ]  |
| 2000 | 253.587   | [ 12 ] |
| 2010 | 255.546   | [ 13 ] |
| 2015 | 260.406   | [ 14 ] |
| 2019 | 269.167   | [ 15 ] |

### Konfessionsstatistik
Laut der Volkszählung 2011 waren 52,4 % der Einwohner evangelisch, 16,1 % römisch-katholisch und 31,5 % gehörten einer sonstigen oder keiner Religionsgesellschaft an oder machten keine Angabe. Der Mitgliederschwund der großen Kirchen hielt seitdem weiter an. Gemäß Zensus 2022 waren (2022) 41,0 % der Einwohner evangelisch, 12,9 % katholisch und 46,1 % waren konfessionslos, gehörten einer anderen Glaubensgemeinschaft an oder machten keine Angabe.

### Leitende Beamte
Seit der Gründung 1821 (von 1977 bis 1979 als großer Lahn-Dill-Kreis) waren folgende Personen Landräte, Kreisräte oder Kreisdirektoren:
Landräte (Landratsbezirk Gießen)
- Justus Joseph Ludwig von Zangen (1821–1826)
- Christian Knorr (1826–1827)
- Wilhelm Georg Ludwig Ouvrier (1827–1832)

Kreisräte (Kreis Gießen)
- Carl Knorr (1832–1842[19])
- Christian Prinz (1842–1848)

Von 1848 bis 1852 gab es im Großherzogtum Hessen keine Kreise, sondern größere Regierungsbezirke, siehe: Regierungsbezirk Gießen
- Friedrich Küchler (1852–1866)
- Theodor Goldmann (1866–1870)
- Julius Rinck von Starck (1870–1871)
- Ludwig Röder von Diersburg (1871–1877)
- Karl Ernst Böckmann (1877–1888)
- Maximilian von Gagern (1888–1898)
- Hermann von Bechtold (1898–1902)
- Andreas Breidert (1902–1910)
- Karl Usinger (1910–1917 [1922])

Kreisdirektoren (Kreis Gießen)
- Karl Usinger ([1910] 1917–1922)
- Ludwig Matthias (1922–1924)
- Heinrich Graef (1924–1934)
- Alfred Klostermann (1934–1935)
- Hugo Lotz (1936–1938 [1944])

Landräte (Landkreis Gießen)
- Hugo Lotz ([1936] 1939–1944)
- Wilhelm Reeb (1944–1945)
- Theodor Weber (1945)
- Joseph Wagenbach (CDU) 1. Juni 1945 – 30. Juni 1946
- Karl Benner (SPD) 2. Juli 1946 – 30. Juni 1948
- Johannes Nowara alias „Neumann“ (CDU) – mit gefälschter Identität 16. Juni 1948 – 27. August 1948
- Alfred Dingeldey (CDU) 27. August 1948 – 15. Januar 1949
- Hans Bone von Schwerin (CDU) 7. April 1949 – 6. April 1961
- Georg Maraun (SPD) 7. April 1961 – 4. Mai 1967
- Ernst Türk (SPD) 5. Mai 1967 – 16. Juni 1977
- Karl Rehrmann (CDU) 17. Juni 1977 – 31. Juli 1979
- Ernst Klingelhöfer (FWG) 1. August 1979 – 20. Januar 1986
- Rüdiger Veit (SPD) 21. Januar 1986 – 20. Januar 1998
- Willi Marx (SPD) 21. Januar 1998 – 20. Januar 2010
- Anita Schneider (SPD) seit 21. Januar 2010

## Politik

### Kreistag
Die Kommunalwahl am 14. März 2021 lieferte folgendes Ergebnis, in Vergleich gesetzt zu früheren Kommunalwahlen:
| Diagrammdarstellung von Wahlergebnis und Sitzverteilung | Diagrammdarstellung von Wahlergebnis und Sitzverteilung                                                                                      |
| --- | --- |
| Wahl des Gießener Kreistags 2021Wahlbeteiligung: 51,9 % 3020100 25,321,321,011,17,55,35,01,91,6n. k. CDUGrüneSPDFWAfDFDPLinkePARTEIVoltPiratenGewinne und Verlusteim Vergleich zu 2016 %p 12 10 8 6 4 2 0 −2 −4 −6 −8+1,1+10,5−7,5+0,4−6,9+0,2+0,4+1,9+1,6−1,7CDUGrüneSPDFWAfDFDPLinkePARTEIVoltPiraten | Sitzverteilung im Kreistag 2021Insgesamt 81 Sitze - Linke: 4 - PARTEI: 2 - SPD: 17 - Grüne: 17 - Volt: 1 - FW: 9 - CDU: 21 - FDP: 4 - AfD: 6 |

| Wahlvorschläge       | Wahlvorschläge                              | % 2016 | Sitze 2016 | % 2011 | Sitze 2011 | % 2006 | Sitze 2006 | % 2001 | Sitze 2001 |
| -------------------- | ------------------------------------------- | ------ | ---------- | ------ | ---------- | ------ | ---------- | ------ | ---------- |
| SPD                  | Sozialdemokratische Partei Deutschlands     | 28,5   | 23         | 33,5   | 27         | 35,6   | 29         | 38,5   | 31         |
| CDU                  | Christlich Demokratische Union Deutschlands | 24,4   | 19         | 29,2   | 24         | 34,6   | 28         | 35,2   | 28         |
| AfD                  | Alternative für Deutschland                 | 14,4   | 12         | —      | —          | —      | —          | —      | —          |
| GRÜNE                | Bündnis 90/Die Grünen                       | 10,8   | 09         | 16,7   | 13         | 09,0   | 07         | 08,5   | 07         |
| FW                   | Freie Wähler Hessen                         | 10,7   | 09         | 11,1   | 09         | 11,7   | 10         | 09,7   | 08         |
| FDP                  | Freie Demokratische Partei                  | 05,1   | 04         | 03,5   | 03         | 05,3   | 04         | 04,9   | 04         |
| DIE LINKE.           | DIE LINKE.                                  | 04,6   | 04         | 02,5   | 02         | 03,8   | 03         | —      | —          |
| PIRATEN              | Piratenpartei Deutschland                   | 01,7   | 01         | 02,0   | 02         | —      | —          | —      | —          |
| Linkes Bündnis       | Linkes Bündnis Gießen                       | —      | —          | 00,9   | 01         | —      | —          | —      | —          |
| REP                  | Die Republikaner                            | —      | —          | —      | —          | —      | —          | 03,2   | 03         |
| Gesamt               | Gesamt                                      | 100,0  | 81         | 100,0  | 81         | 100,0  | 81         | 100,0  | 81         |
| Wahlbeteiligung in % | Wahlbeteiligung in %                        | 49,9   | 49,9       | 48,0   | 48,0       | 44,8   | 44,8       | 44,8   | 44,8       |

Seit den Kreistagswahlen 2021 regiert eine Mehrheitskoalition aus CDU, GRÜNE und FW.
Zum Kreistagsvorsitzenden wurde Claus Spandau (CDU) gewählt.

### Landrat/Landrätin
Landrätin des Landkreises Gießen ist Anita Schneider (SPD). Ihr Vorgänger, Willi Marx (SPD), hatte das Amt seit 1997 bekleidet. Seit 2021 ist Christopher Lipp (CDU) erster Kreisbeigeordneter. Christian Zuckermann (B 90/Grüne) ist hauptamtlicher Kreisbeigeordneter, ebenso wie Frank Ide (FW), der im Januar 2023 H.P. Stock als hauptamtlichen Kreisbeigeordneten ablöste.
In der Direktwahl am 7. Juni 2009 trat Siegfried Fricke (CDU) damaliger hauptamtlicher Kreisbeigeordneter als Landrats-Kandidat gegen Anita Schneider (SPD) an, die die Wahl im ersten Wahlgang für sich entscheiden konnte: Von 80.232 gültigen Stimmen entfielen 44.002 (54,8 %) auf Schneider und 36.230 (45,2 %) auf Fricke. Die Wahlbeteiligung lag bei knapp 42 Prozent. Am 21. Januar 2010 trat Anita Schneider ihr Amt an.
Bei der Direktwahl am 14. Juni 2015 wurde die Landrätin mit 62,1 % im ersten Wahlgang im Amt bestätigt. Ebenfalls verteidigte sie ihr Amt am 24. Oktober 2021 in einer Stichwahl mit 66,4 %.

### Wappen, Flagge und Banner

Hissflagge
Bannerflagge

| Wappen des Landkreises Gießen | Blasonierung: „Schild geteilt, oben in Silber ein rotes Balkendreieck, unten in Blau ein silbernes Antoniterkreuz.“ |
| Wappen des Landkreises Gießen | Wappenbegründung: Das Balkendreieck steht für die im Kreis Gießen typischen Fachwerkhäuser. Es symbolisiert aber auch das Zusammenspiel von Landkreis und aufstrebenden Gemeinden auf dem Fundament der kommunalen Selbstverwaltung. In Grünberg befand sich ein Antoniterkloster, mit dessen Einkünften die 1607 gegründete Universität Gießen dotiert wurde. Daher führt der Kreis Gießen das Antoniuskreuz im Wappen. Im Mai 1952 wurde dem Landkreis Gießen durch den Hessischen Minister des Innern die Führung eines Wappens und einer Flagge mit Wappenbild genehmigt. Die Genehmigung wurde im Januar 1980 wiederholt, unter Verweis auf Wappen und Flagge, die von dem früheren Landkreis Gießen bis zum 1. Januar 1977 geführt wurden. |

Flaggenbeschreibung: „Auf der weißen Mittelbahn des rot-weiß-roten Flaggentuches das Wappen des Landkreises Gießen.“
Seit 2013 besitzt der Landkreis Gießen ein Logo. Hierin sollen die Stärken der Region grafisch wiedergegeben werden. Der hohe Freizeitwert wird mit Bauwerken aus dem Mittelalter und der bewaldeten hessischen Mittelgebirgslandschaft mit seinen Flüssen unterstrichen. Weiterhin werden die grafischen Elemente durch die Worte Hessens Mitte – Wissen, Wirtschaft und Kultur ergänzt.

### Patenschaft
1962 wurde die Patenschaft für die vertriebenen Sudetendeutschen aus dem Landkreis Bärn übernommen.

## Wirtschaft und Verkehr
Im Zukunftsatlas 2016 belegte der Landkreis Gießen Platz 172 von 402 Landkreisen, Kommunalverbänden und kreisfreien Städten in Deutschland und zählt damit zu den Regionen mit „ausgeglichenem Chancen-Risiko Mix“ für die Zukunft. In der Ausgabe von 2019 verbesserte er sich auf Platz 110 von 401.

### Verkehr
Durch das Kreisgebiet führen die Bundesautobahnen 5 (Frankfurt–Kassel), 480 (Reiskirchener Dreieck–Wetzlar; noch nicht durchgängig befahrbar) und die 485 (Gießen–Langgöns). Die A 45 Hanau–Gießen–Dortmund quert das Kreisgebiet im Südwesten. Mehrere Bundesstraßen und Kreisstraßen erschließen das Kreisgebiet, darunter die B 3 (Gießen–Marburg), die B 49, B 429 und die B 457.
Per Eisenbahn ist der Landkreis Gießen an die den Kreis in Nord-Süd-Richtung durchquerende Hauptachse der Main-Weser-Bahn von Frankfurt nach Kassel angebunden. Der IC hält alle zwei Stunden in Gießen. Hier zweigen insgesamt vier weitere das Kreisgebiet erschließende Strecken ab. Von Gießen in Richtung Osten führt die Vogelsbergbahn über Buseck, Reiskirchen, Grünberg nach Fulda. Von Gießen nach Südosten zweigt die Lahn-Kinzig-Bahn über Pohlheim, Lich und Hungen nach Gelnhausen ab. Nach Nordwesten verkehren Regionalexpresszüge über Wetzlar, Herborn, Dillenburg in Richtung Siegen. Auf gleicher Trasse bis Wetzlar fahren weitere Züge des Regionalverkehrs durch das untere Lahntal über Weilburg, Limburg an der Lahn nach Koblenz.
Die Verkehrsleistungen erbringen verschiedene Verkehrsunternehmen, die im Auftrag des Rhein-Main-Verkehrsverbundes fahren.
Gegenwärtige Gütertarifpunkte der Eisenbahnen sind: Buseck (Holz und Gase); Gießen/Europaviertel (Mineralölprodukte); Gießen/Gbf./und Privatgleisanschluss (Stammholz) sowie Staufenberg-Mainzlar an der Lumdatalbahn (Schüttgut). Der Privatanschluss im Bahnhof Lollar über Gleis 13 wird erhalten, aber ggw. nicht bedient.

## Gemeinden
Einwohner am 31. Dezember 2023
Städte
1. Allendorf (Lumda) (3.796)
2. Gießen, Universitätsstadt, Stadt mit Sonderstatus und Kreisstadt (88.933)
3. Grünberg (13.725)
4. Hungen (12.732)
5. Laubach (9.844)
6. Lich (14.130)
7. Linden [Sitz: Leihgestern] (13.205)
8. Lollar (10.181)
9. Pohlheim [Sitz: Watzenborn-Steinberg] (17.699)
10. Staufenberg (8.355)

Weitere Gemeinden
1. Biebertal [Sitz: Rodheim-Bieber] (9.890)
2. Buseck [Sitz: Großen-Buseck] (12.492)
3. Fernwald [Sitz: Steinbach] (7.035)
4. Heuchelheim a. d. Lahn (7.765)
5. Langgöns [Sitz: Lang-Göns] (10.998)
6. Rabenau [Sitz: Londorf] (4.892)
7. Reiskirchen (10.379)
8. Wettenberg [Sitz: Krofdorf-Gleiberg] (12.090)

## Ehemalige Gemeinden
Die folgende Liste enthält alle ehemaligen Gemeinden des Landkreises Gießen seit 1867 und die Daten ihrer Eingemeindungen:
| Gemeinde              | eingemeindet nach | Datum der Eingemeindung |
| --------------------- | ----------------- | ----------------------- |
| Albach                | Fernwald          | 31. Dezember 1971       |
| Allendorf an der Lahn | Gießen            | 1. Oktober 1971         |
| Allertshausen         | Rabenau           | 31. Dezember 1971       |
| Alten-Buseck          | Buseck            | 1. Januar 1977          |
| Annerod               | Fernwald          | 31. Dezember 1971       |
| Arnsburg              | Lich              | 1. Januar 1977          |
| Bellersheim           | Hungen            | 1. Januar 1977          |
| Beltershain           | Grünberg          | 31. Dezember 1970       |
| Bersrod               | Reiskirchen       | 1. Januar 1977          |
| Bettenhausen          | Lich              | 31. Dezember 1971       |
| Beuern                | Buseck            | 1. Januar 1977          |
| Birklar               | Lich              | 31. Dezember 1970       |
| Braunstein 1          | Allendorf (Lumda) | 1. Januar 1977          |
| Burkhardsfelden       | Reiskirchen       | 1. April 1972           |
| Climbach              | Allendorf (Lumda) | 31. Dezember 1971       |
| Daubringen            | Staufenberg       | 1. Juli 1974            |
| Dorf-Güll             | Pohlheim          | 31. Dezember 1970       |
| Eberstadt             | Lich              | 1. Februar 1971         |
| Ettingshausen         | Reiskirchen       | 1. Januar 1977          |
| Freienseen            | Laubach           | 1. April 1972           |
| Garbenteich           | Pohlheim          | 31. Dezember 1970       |
| Geilshausen           | Rabenau           | 31. Dezember 1971       |
| Göbelnrod             | Grünberg          | 31. Dezember 1970       |
| Gonterskirchen        | Laubach           | 31. Dezember 1970       |
| Großen-Buseck         | Buseck            | 1. Januar 1977          |
| Großen-Linden         | Linden            | 1. Januar 1977          |
| Grüningen             | Pohlheim          | 31. Dezember 1970       |
| Harbach               | Grünberg          | 1. Februar 1971         |
| Hattenrod             | Reiskirchen       | 31. Dezember 1970       |
| Hausen                | Pohlheim          | 31. Dezember 1970       |
| Holzheim              | Pohlheim          | 31. Dezember 1970       |
| Inheiden              | Hungen            | 1. Januar 1977          |
| Kesselbach            | Rabenau           | 1. Oktober 1970         |
| Klein-Eichen          | Grünberg          | 31. Dezember 1970       |
| Kleinlinden           | Gießen            | 1. April 1939           |
| Langd                 | Hungen            | 31. Dezember 1970       |
| Langsdorf             | Lich              | 1. Januar 1977          |
| Lardenbach            | Grünberg          | 1. Februar 1971         |
| Lauter                | Laubach           | 31. Dezember 1970       |
| Leihgestern           | Linden            | 1. Januar 1977          |
| Lindenstruth          | Reiskirchen       | 1. Januar 1977          |
| Londorf               | Rabenau           | 1. Oktober 1970         |
| Lumda                 | Grünberg          | 31. Dezember 1970       |
| Mainzlar              | Staufenberg       | 1. Juli 1974            |
| Münster               | Laubach           | 31. Dezember 1970       |
| Muschenheim           | Lich              | 31. Dezember 1970       |
| Nieder-Bessingen      | Lich              | 31. Dezember 1970       |
| Nonnenroth            | Hungen            | 31. Dezember 1971       |
| Obbornhofen           | Hungen            | 1. Januar 1977          |
| Ober-Bessingen        | Lich              | 31. Dezember 1970       |
| Ober-Hörgern          | Münzenberg        | 31. Dezember 1971       |
| Odenhausen            | Rabenau           | 31. Dezember 1971       |
| Oppenrod              | Großen-Buseck     | 1. Oktober 1971         |
| Queckborn             | Grünberg          | 31. Dezember 1970       |
| Rabertshausen         | Hungen            | 31. Dezember 1970       |
| Reinhardshain         | Grünberg          | 1. April 1972           |
| Rödgen                | Gießen            | 1. Oktober 1971         |
| Rodheim a. d. Horloff | Hungen            | 31. Dezember 1971       |
| Röthges               | Laubach           | 31. Dezember 1970       |
| Rüddingshausen        | Rabenau           | 31. Dezember 1971       |
| Ruppertsburg          | Laubach           | 31. Dezember 1970       |
| Ruttershausen         | Lollar            | 31. Dezember 1971       |
| Saasen                | Reiskirchen       | 31. Dezember 1970       |
| Stangenrod            | Grünberg          | 31. Dezember 1970       |
| Steinbach             | Fernwald          | 31. Dezember 1971       |
| Steinheim             | Hungen            | 31. Dezember 1970       |
| Stockhausen           | Grünberg          | 31. Dezember 1970       |
| Trais-Horloff         | Hungen            | 31. Dezember 1970       |
| Treis an der Lumda    | Staufenberg       | 1. Juli 1974            |
| Trohe                 | Großen-Buseck     | 1. Oktober 1971         |
| Utphe                 | Hungen            | 31. Dezember 1970       |
| Villingen             | Hungen            | 1. Januar 1977          |
| Watzenborn-Steinberg  | Pohlheim          | 31. Dezember 1970       |
| Weickartshain         | Grünberg          | 31. Dezember 1970       |
| Weitershain           | Grünberg          | 31. Dezember 1970       |
| Wetterfeld            | Laubach           | 31. Dezember 1970       |
| Wieseck               | Gießen            | 1. April 1939           |
| Winnerod              | Reiskirchen       | 31. Dezember 1970       |

## Kfz-Kennzeichen
Am 15. Januar 1980 wurde dem Landkreis das bereits seit dem 1. Juli 1956 für den ehemaligen Landkreis Gießen gültige Unterscheidungszeichen GI zugewiesen. Während der Zugehörigkeit des heutigen Kreisgebietes zum damaligen Lahn-Dill-Kreis wurde das Kfz-Kennzeichen L verwendet (Vgl. Lahn (Stadt)#Kraftfahrzeug-Kennzeichen seit 1990).